# Koleka Putuma
Koleka Putuma est une poète et dramaturge sud-africaine, née à Port Elizabeth le 22 mars 1993.

## Biographie
Koleka  Putuma naît à Port Elizabeth, en Afrique du Sud, le 22 mars 1993,. Elle effectue des études à l'université du Cap. 
En 2014, elle remporte le National Poetry Slam Championship. En 2016, encore étudiante, un de ses poèmes, Water, lui vaut de recevoir le PEN South Africa Student Writing Prize,,. Ce poème est utilisé dans les écoles pour rappeler que l'accès à l'eau est politique, historique et racialisé.  
En 2017,  elle publie le recueil de poésie Collective Amnesia, salué par la critique,,. Il aborde des thèmes tels que les identités féminines, l’avortement, l’invisibilité des populations opprimées et la culture queer. Le livre se vend en quelques milliers d’exemplaires, il est traduit en espagnol par Lawrence Schimel et Arrate Hidalgo, puis en danois, etc. Il est traduit en français  par Pierre-Marie Finkelstein et publié aux Éditions Lanskine dans une recueil bilingue français/anglais en 2022. Elle devient le poète le plus vendu de l’histoire sud-africaine. 
Son travail pour la scène théâtrale est également salué par la critique, et traite là aussi de thématiques contemporaines. Une de ses pièces, No Easter Sunday for Queers, a ainsi attiré l'attention sur la discrimination dont peuvent être victimes les lesbiennes en Afrique du Sud.

## Principales publications

### Recueils de poésie
- 2016 : Imbebwu Yesini
- 2017 :  Collective Amnesia
- 2021 : Hullo Bu-Bye Koko Come In
- 2024 : We Have Everything We Need To Start Again[16]

### Quelques traductions

#### En français
- Amnésie collective, traduit de l’anglais par Pierre-Marie Finkelstein, Éditions LansKine, Paris 2022

#### En allemand
- Kollektive Amnesie, traduit de l'anglais par Paul-Henri Campbell, Verlag Das Wunderhorn, Fernwald 2020

#### En danois
- Kollektivt Hukommelsestab, traduit de l'anglais par Liv Nimand Duvå, Forlaget Rebel With a Cause, Copenhague 2020

#### En espagnol
- Amnesia colectiva, traduit de l'anglais par Arrate Hidalgo et Lawrence Schimel, Ed. Flores raras,

#### En néerlandais
- Collectief geheugenverlies, traduit de l'anglais par Ludo Abicht, PoêzieCentrum, Gand 2020
- Hullo Bu-Bye Koko Come In, traduit de l'anglais par Ludo Abicht, PoêzieCentrum, Gand 2022

#### En portugais
- Amnésia colectiva, traduit de l'anglais par Sandra Tamele, Éditions Trinta Zero Nove, Maputo 2024

#### En suédois
- Kollektiv Minnesförlust, traduit de l'anglais par Kristina Hagström-Ståhl, Rámus Förlag, Malmö 2020

### Pièces de théâtre
- SCOOP: kitchen play for carers and babes (2013)
- Ekhaya
- UHM (2014)
- Woza Sarafina (2016)
- Mbuzeni’ (2018)
- No Easter Sunday for Queers (2019)